# Хан-Юніс
Хан Юніс (араб. خان يونس), також іноді Хан Юніс або Хан Юнус — місто на півдні Сектора Гази, столиця однойменної мухафази.
До 14 століття Хан-Юніс був селом, відомим як «Салках». Для захисту караванів, паломників і мандрівників емір Йонус ан-Нурузі в 1387-88 роках, офіційний представник імперії мамлюків, збудував там величезний караван-сарай. За даними Палестинського центрального статистичного бюро, у 2017 році Хан-Юніс мав населення 205 125 осіб. Хан Юніс, який лежить 4 км на схід від Середземного моря, має напівпосушливий клімат з температурою максимуму 30 °C влітку і мінімум 10 °C взимку, річна кількість опадів становить приблизно 260 мм.

## Історія

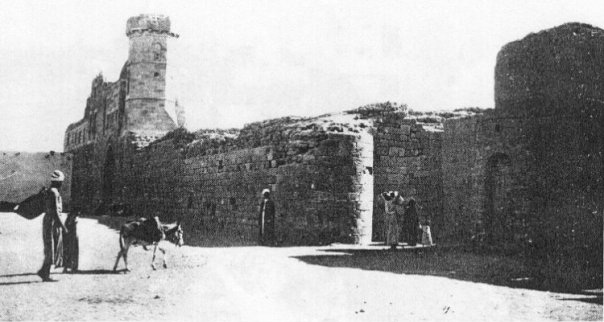
Південна частина історичного караван-сараю в Хан-Юнісі, 1930-ті роки

### Античний період
Геродот описував місто під назвою Єнісос (дав.-гр. Ιηνυσος), розташоване між озером Сербоніс і Кадітісом (сучасним містом Газа). Він розповідав про те, як перська армія пройшла через це місце на шляху до Єгипту. Він також описував, що прибережна територія між Кадітісом і Єносісом була заселена бедуїнами. Деякі джерела, через фонологічну схожість назв і загальну відповідність географічного положення, пов'язують це місце з сучасним містом Хан-Юніс.
Інші джерела припускають, що під іменем Єнісоса можливо малось на увазі розташоване далі вглиб країни село «Хірбет Маїн Абу Сітта» (палестинське село, позбавлене населення в 1949 році, поблизу сучасного кібуца Нір-Оз) або єгипетське місто Ель-Аріш, але немає чітких доказів на підтримку цієї версії.
Стародавні знахідки в Хан-Юнісі містять надпоріжник (кам'яну плиту) з грецьким написом, виявлену в гробниці шейха Хамади. Напис перекладається так: «Іларіон — подяка святому Георгію». Спочатку плита зберігалася в Музеї Нотр-Дам де Франс в Єрусалимі, наразі втрачена.

### Заснування мамлюками
До 14 століття Хан-Юніс був селом, відомим як «Салках». Для захисту караванів, паломників і мандрівників емір Юнус ан-Нурузі в 1387—1388 роках, офіційний представник імперії мамлюків, збудував там величезний караван-сарай. Місто, що розвивалося навколо нього, було названо «Хан Юніс» на його честь. Юнус ібн Абдаллах ан-Нурузі ад-Давадар був одним із високопоставлених чиновників мамелюцького султана Баркука. У 1389 році Юнус загинув у битві. Пізніше місто стало важливим центром торгівлі, а його щотижневий ринок щочетверга приваблював торговців із сусідніх регіонів.

### Османський період
Наприкінці 1516 року Хан-Юніс був місцем битви при Бейсані, в якій мамлюки, що базувалися в Єгипті, зазнали поразки від османських військ під керівництвом Сінан-паші. Потім османський султан Селім I прибув у регіон, він повів османську армію через Синайський півострів, щоб завоювати Єгипет. Протягом 17-го і 18-го століть османи призначили гарнізон Азапів, пов'язаний з Каїрською цитаделлю, для охорони фортеці в Хан-Юнісі.
П'єр Жакотен позначив село Кан Жунес на своїй карті 1799 року, тоді як у 1838 році Едвард Робінсон позначив Хан Юнас як мусульманське село, розташоване в районі Газа. У 1863 році французький дослідник Віктор Герен відвідав Хан-Юніс. Він виявив, що в ньому проживає близько тисячі жителів, і що в околицях висаджено багато фруктових дерев, особливо абрикосів.
Наприкінці 19 століття османи заснували муніципальну раду для управління справами Хан-Юніса, який став другим за величиною містом в окрузі Газа після самого міста Газа.

### Британський мандат

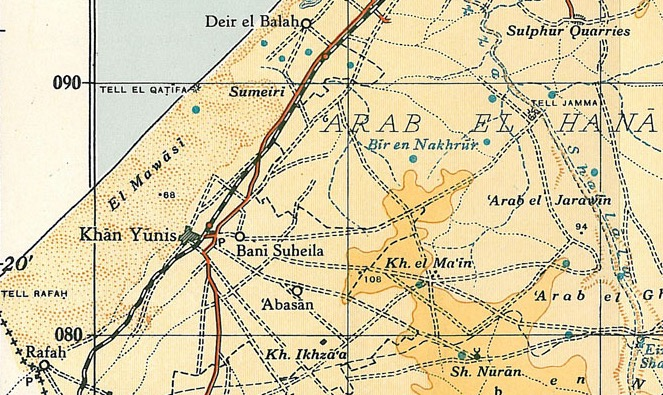
Хан Юніс 1945 1:250 000

Згідно з переписом населення Палестини 1922 року, проведеним владою Британського мандату, населення Хан-Юніса становило 3890 жителів (3866 мусульман, 23 християни та один єврей), зменшившись у переписі 1931 року до 3811 (3767 мусульман, 41 християнин, і три євреї), у 717 будинках у міській зоні та 3440 (3434 мусульмани та 6 християн) у 566 будинках у передмісті.

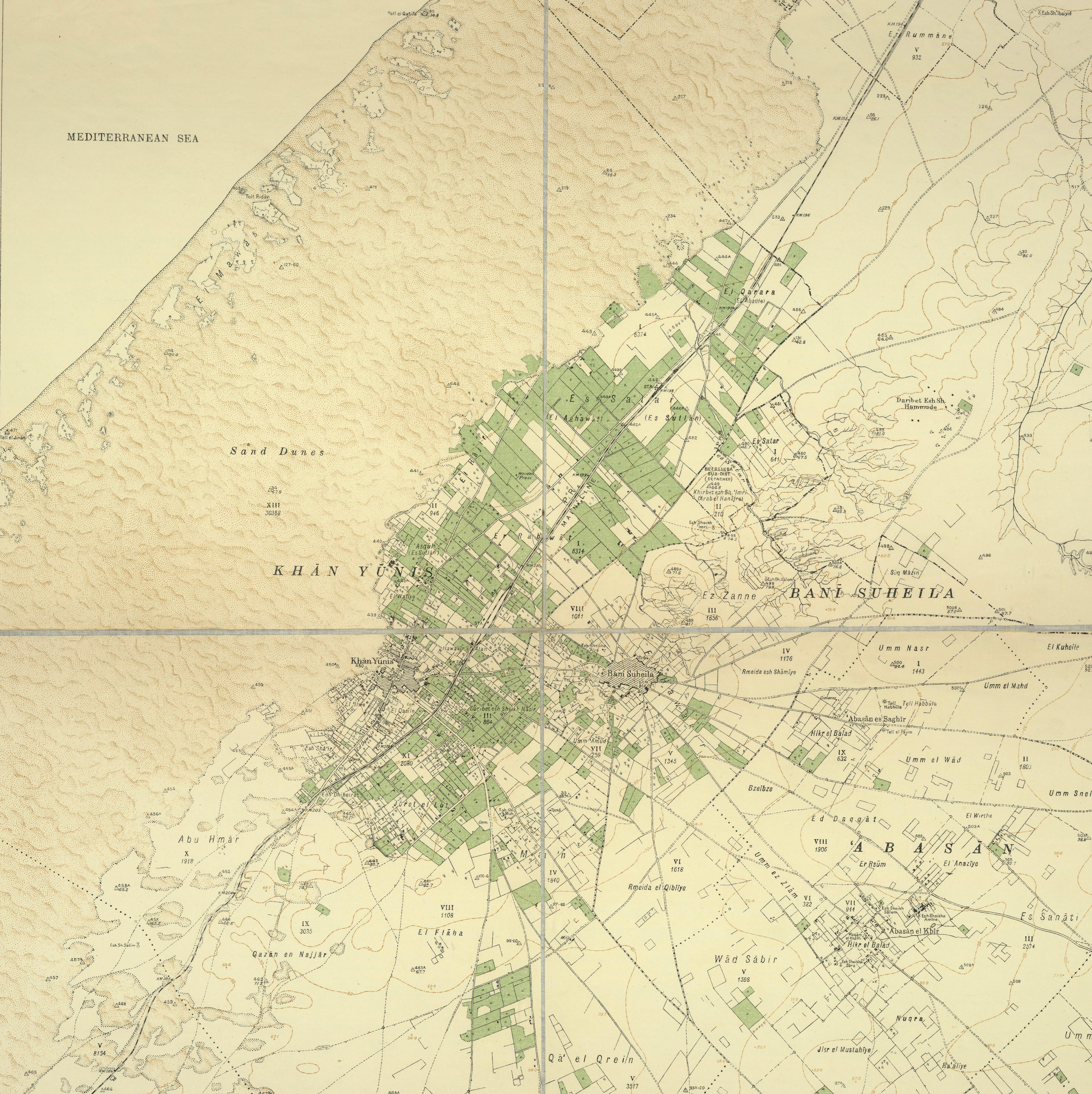
Хан Юніс 1931 1:20 000

У статистиці села за 1938 рік населення зазначено як 4379 осіб (включно з трьома євреями), а 3953 — у прилеглих передмістях. Згідно зі статистичними даними 1945 року, Хан-Юніс населяли 11 220 осіб (11 180 мусульман і 40 християн), площею 2302 (міські) і 53 820 (сільські) дунами землі, відповідно до офіційного обстеження землі та населення. З них 4172 дунами були плантаціями та зрошуваними землями, 23656 використовувалися під зернові культури а 1847 дунами були забудованими землями.

### 1948—1967 роки
У ніч на 31 серпня 1955 року три ізраїльські парашутно-десантні роти з бригади Цанханім атакували побудований британцями форт Тегарт у Хан-Юнісі, звідки були здійснені напади на ізраїльтян. Були зруйновані поліцейська дільниця, автозаправна станція і кілька будівель в селі Абасан, а також залізничні колії та телеграфні стовпи. У важких боях загинуло 72 єгипетських солдати. Один ізраїльський військовий загинув, 17 отримали поранення. Операція призвела до припинення вогню 4 вересня, що змусило президента Гамаля Абдель Насера та єгипетський уряд припинити операції палестинських сил проти Ізраїлю.
До Суецької війни містом Хан-Юніс офіційно керував Всепалестинський уряд, який перебував у Газі, а пізніше в Каїрі. Після запеклої перестрілки танки «Шерман» 37-ї бронетанкової бригади ЦАХАЛу прорвали міцно укріплені лінії за межами Хан-Юніса, які утримувала 86-та палестинська бригада. Це було єдине місце в секторі Газа, де єгипетська армія чинила опір ізраїльському вторгненню в Газу, але і вона здалася 3 листопада 1956 року.
Про вбивства, які отримали назву різанина в Хан-Юнісі, 15 грудня 1956 року доповів Генеральній Асамблеї ООН директор Агентства ООН з питань допомоги та організації робіт Генрі Лабуасс. Згідно з повідомленням, точна кількість загиблих і поранених невідома, але директор отримав списки імен нібито вбитих з надійного джерела, включаючи 275 осіб, з яких 140 були біженцями і 135 місцевими жителями.
Після 1959 року Всепалестинський уряд Сектора Гази було скасовано, а місто було включено до складу Об'єднаної Арабської Республіки, яка незабаром була ліквідована, і Сектор Гази потрапив під пряму єгипетську військову окупацію.

### 1967 рік і після

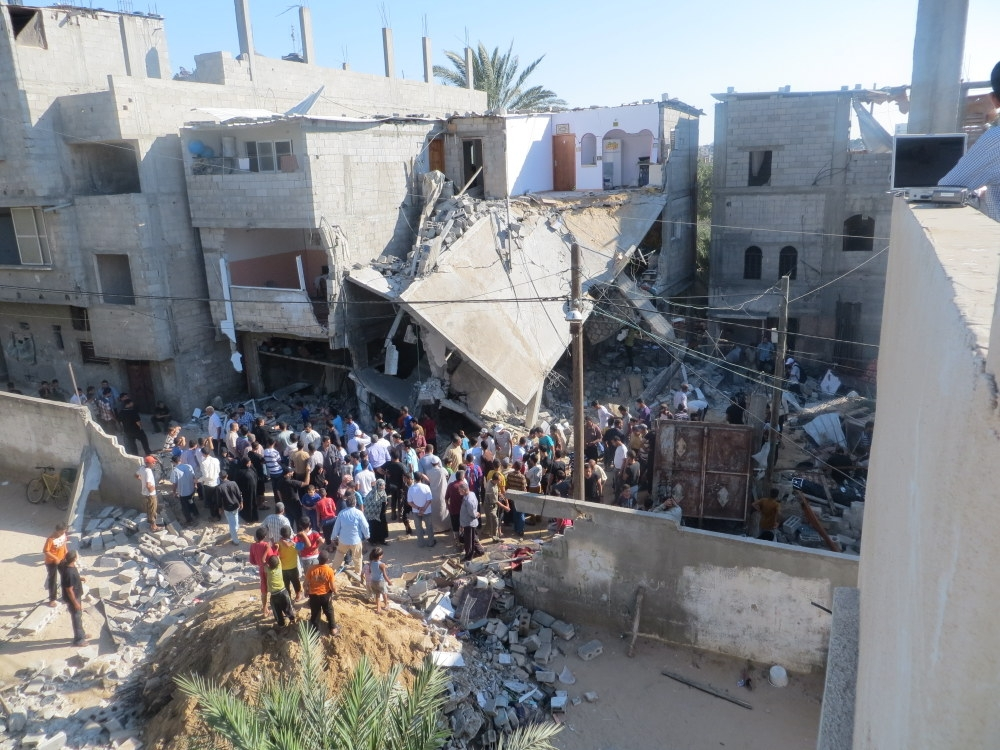
Будинок родини Каваре після бомбардування в 2014 році

У 1967 році під час Шестиденної війни Ізраїль знову окупував Хан-Юніс.
Хан-Юніс був місцем атаки ізраїльських гелікоптерів у серпні 2001 року та жовтні 2002 року, в результаті яких загинули кілька цивільних осіб, сотні отримали поранення, а цивільні будівлі в околицях були зруйновані. Він відомий як оплот палестинського руху ХАМАС.

### Війна Ізраїлю з ХАМАСом
Під час війни Ізраїль-Хамас, що почалась осінню 2023, Ізраїль бомбардував Хан-Юніс разом з іншими містами в секторі Газа в рамках наступу на ХАМАС. Військово-повітряні сили Ізраїлю інтенсивно бомбили більшу частину міста, включаючи житловий комплекс Хамад-Сіті. Місцеві джерела повідомили про численні жертви серед цивільного населення в Хан-Юнісі в результаті ізраїльських бомбардувань, які станом на 3 грудня палестинське інформаційне агентство Wafa оцінило як «щонайменше 70». Культурний музей Аль-Карара був зруйнований вибухом у результаті ізраїльської атаки в жовтні 2023 року. Ізраїльські бронетехнічні підрозділи почали заходити на околиці міста в грудні 2023 року.

## Економіка
Хан-Юніс є другим за величиною міським районом у секторі Газа після міста Газа. Він служить головним ринковим центром південної половини території та щотижня проводить бедуїнський базар («ринок просто неба»), на якому переважно продаються місцеві товари. Станом на  2012 Хан Юніс мав найвищий рівень безробіття на палестинських територіях.

## Освіта
- Університетський коледж науки й технологій[37]
- Відкритий університет Аль-Кудс

## Відомі люди
- Мохаммед Шабір (1946—2023), колишній президент Ісламського університету в Газі
- Яхья Сінвар (1962—2024), палестинський політик, який з 2017 року очолював ХАМАС, сунітську ісламістську політичну та військову організацію.

## Міжнародні зв'язки

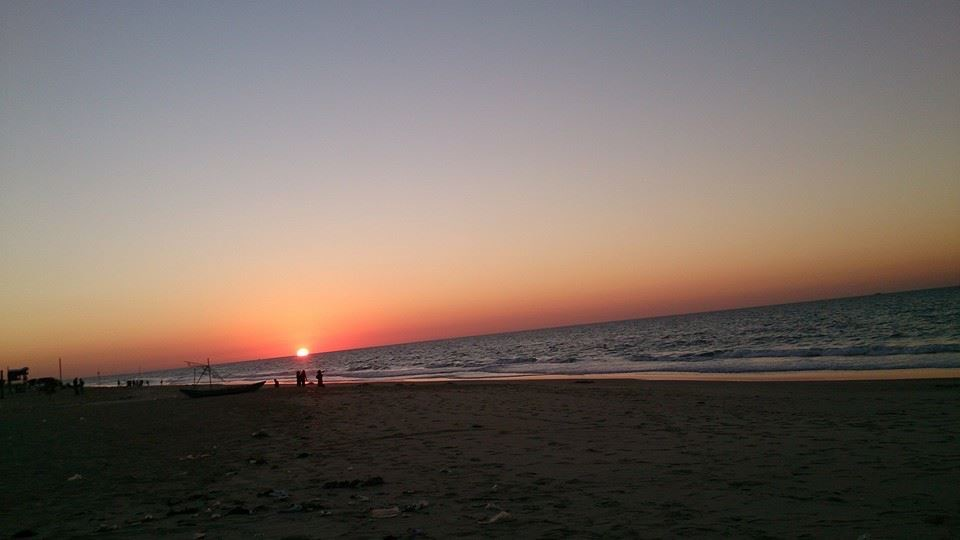
Пляж Хан-Юніс

### Міста-побратими– міста-побратими
Хан-Юніс є побратимом з такими містами:
- Гамар, Норвегія
- Альмуньєкар, Іспанія
- Еврі, Франція
- Бішельє, Італія
- Алькамо, Італія